# Горохов Микола Костянтинович
Микола Костянтинович Горохов (20 грудня 1952, Кіровоград, зараз Кропивницький, Україна — 16 липня 2019, Кропивницький, Кіровоградська область) — український режисер театру та телебачення. Нащадок театрального роду Садовських.

## Біографія
Прапрадід Миколи Констянтиновича, Петро Зінов’євич, належав до театрального роду Садовських.
Народився Микола Костянтинович Горохов 20 грудня 1952 року в місті Кіровоград.
Закінчив середню школу та медичне училище ім. Мухіна, деякий час працював у медичних закладах, три роки відслужив на флоті, в місті Севастополь.
З дитинства захоплювався театром, займався в дитячому драматичному колективі палацу культури ім. Жовтня, пізніше там же грав в народному театрі. У 1978-му став помічником режисера Кіровоградського обласного українського музично-драматичного театру ім. М. Л. Кропивницького.
1980 року дебютував на сцені театру ім. М. Л. Кропивницького дипломною виставою «Вісім люблячих жінок» (за п’єсою Р. Тома).
1981 року закінчив Київський театральний інститут ім. І. Карпенка-Карого (режисерський курс Володимира Неллі)
1981—1987 роки — режисер Кіровоградського телебачення.
З 1987-го режисер Кіровоградського українського музично-драматичного театру ім. М. Л. Кропивницького.
Початок 1990-х років приніс М. Горохову перше широке визнання. У 1991-му М.Горохов першим в Україні поставив виставу «Ідея пані Мусташенко» за п’єсою Володимира Винниченка «Закон». Вистава «Коли розлучаються двоє» за п’єсою М. Барського, поетична сторінка відносин М. Заньковецької та М. Садовського, стала лауреатом Всеукраїнського театрального форуму (1992).
Режисер в той час працює в театрі багато, плідно, цікаво, і не лише на  професійній сцені. Йому (ще з «Восьми люблячих жінок», де поряд з визнаними акторами грали чотири студійки) подобалась робота з молоддю, тому паралельно з роботою в театрі він веде театральну студію в Обласному будинку вчителя. Молодь, очолювана М. Гороховим, підготувала кілька вистав — «Цей дивний світ театру» (одноактівки французьких драматургів), «Зорі на вранішньому небі» за О. Галіним, старовинні водевілі та інше.
У 1996-м повернувся на телебачення (з 1999-го головний режисер ОДТРК).
Наприкінці життя хворів (операція по видаленню селезінки, згодом ампутація лівої ноги), але продовжував жити та працювати: відновив виставу «Вісім люблячих жінок» (з іншим складом акторів), планував для театру виставу «Комета поза розкладом» за п’єсою Анатолія Юрченка, репетирував нову виставу з акторами театру ім. Кропивницького, співпрацював з телебаченням.
Помер у себе вдома від раптового серцевого нападу.

## Роботи Миколи Горохова (вибірково)

### Театр

#### Вистави, здійснені М.Гороховим в театрі ім. М. Л. Кропивницького
- 1980. Р. Тома. «Вісім люблячих жінок». Худ. О. Давидов.
- 1983. Ю. Едліс. «Солом’яна сторожка». Худ. М. Горохов.
- 1987. Т. Шевченко. «Назар Стодоля». Худ. В. Іванов.
- 1987. Я. Стельмах. «Провінціалки». Худ. О. Манакін.
- 1988. В. Дозорцев. «Дачний пейзаж з оголеною натурою». Худ. В. Іванов.
- 1989. Л. Розумовська. «Дорога Олено Сергіївно». Худ. В. Іванов.
- 1990. М. Кропивницький. «По щучому велінню». Худ. І. Олексієнко.
- 1990. Ф. Кампо. «Розлучення по-французьки». Худ. О. Давидов.
- 1990. М. Гоголь. «Одруження». Худ. О. Давидов.
- 1990. М. Старицький. «Ніч під Івана Купала». Худ. М. Вилкун.
- 1991. В. Винниченко. «Ідея пані Мусташенко (Закон)». Худ. Г. Морозов.
- 1991. Б. Рацер, В. Константинов. «Наречена з Парижу». Худ. В. Іванов.
- 1991. А. Чехов. «Любов? Любов! Любов…» Худ. В. Іванов.
- 1992. М. Барський. «Коли розлучаються двоє». Худ. П. Босий.
- 1992. В. Винниченко. «Гріх». Худ. П. Босий.
- 1993. М. ван Логгем. «Смерть у казанку». Худ. В. Іванов.
- 1993. І. Карпенко-Карий. «Гроші (Сто тисяч)». Худ. В. Іванов
- 1994. Ж. Мольєр. «Лікар мимоволі». Худ. П. Босий.
- 1994. П. Мирний. «Лимерівна». Худ. В. Волохов.
- 1995. О. Данилов. «Ми йдемо дивитись Чапаєва». Худ. В. Волохов.
- 1995. П. Кальдерон. «З коханням не жартують». Худ. П. Босий.
- 1996. Г. Голубенко, Л. Сущенко, В. Хайт. «Все починається з любові». Худ. В. Іванов.
- 1999. І. Карпенко-Карий. «Сто тисяч». Худ. В. Іванов.
- 2012. Р. Тома. «Вісім люблячих жінок». Худ. О. Давидов.

#### Вистави, здійснені М.Гороховим на інших сценах
- 1981. Р. Тома. «Вісім люблячих жінок» — на сцені Закарпатського обласного російського театру.
- 2004. О. Попов. «Золоте зернятко». Казка-мюзикл  — на сцені Кіровоградської обласної філармонії.
- 2011. «Неймовірні пригоди іграшок у Новорічну ніч». Казка-мюзикл — на сцені Кіровоградської обласної філармонії.

### Телебачення
- 2005. «Одкровення». Фільм про Народного артиста України А. Кривохижу, Почесного громадянина Кіровограда, засновника і керівника впродовж багатьох років Заслуженого ансамблю українського народного танцю «Ятрань», засновника першого в Україні і світі хореографічного музею народносценічного танцю, автора книг про хореографічне мистецтво Кіровограда і України.
- 2005. «З благословення української Терпсихори». Фільм про виникнення, становлення та сьогодення української народно-сценічної хореографії.
- 2005. «В акордах фарб моїх». Фільм про Заслуженого художника України С. Шаповалова.
- 2007. «Любов у спадок». Фільм про Заслуженого працівника культури України, директора Кіровоградської обласної філармонії М. Кравченка.
- 2008. «Коли вже з осінню на «ти». Фільм про поета і поета-пісняра, Заслуженого працівника культури України О. Попова.
- 2009. «Перший і єдиний у світі». Фільм про Музей української народносценічної хореографії на «Хуторі «Надія».
- 2009. «Покарано степом». Фільм про видатного земляка — філософа, поета, мислителя Є. Маланюка.
- 2010. «Маестро Любович: «Мої 8 ½». Фільм про Заслуженого діяча мистецтв України, Почесного громадянина Кіровограда, засновника і диригента Камерного хору міста Ю. Любовича.